# Sint-Onufriuskerk (Lavriv)
De Sint-Onufriuskerk (Oekraïens: Церква святого Онуфрія) is een in het midden van de 18e eeuw gebouwde kerk in Lavriv, Oekraïne.
Het Onufriusklooster werd gesticht in het midden van de 13e eeuw. Volgens de legende was de stichter van het klooster prins Laurel, in 1292 genoemd in het charter van prins Leo van Galicië. Sommige historici geloven dat Laurel de monastieke naam was van Vaišvilkas, de grootvorst van Litouwen, die in 1255-1257 monnik in het Transfiguratieklooster en het Onufriusklooster in Lavriv was.